# Дмитрий Менделеев
Дмитрий Иванович Менделеев (на руски: Дми́трий Ива́нович Менделе́ев) е руски учен енциклопедист – химик, физикохимик, физик, икономист, технолог, геолог, метеоролог, педагог, преподавател, въздухоплавател и приборостроител.
Той е професор в Петербургския технологичен институт и в Петербургския университет и член-кореспондент на Петербургската академия на науките, учен пазител в Главната палата за мерки и теглилки, член на Лондонското кралско дружество, член на академиите на науките в Рим, Париж, Берлин и др., член-кореспондент и на редица други академии на науките. Автор е на класическия труд „Основи на химията“ и създател на периодичната система на елементите, известна още като Менделеева таблица.

## Биография

### Ранни години
Дмитрий Иванович Менделеев е роден на 8 февруари (27 януари стар стил) 1834 година в Тоболск, Западен Сибир, най-малкото от седемнадесетте деца, по други данни четиринадесет на Иван Павлович Менделеев (1783 – 1847), директор на Тоболската гимназия и Мария Дмитриевна Менделеева (по баща Корнилиева; 1793 – 1850). Осем от децата умират на ранна възраст, като на три от тях дори не успяват да дадат имена. Историята е съхранила свидетелството за раждане на Дмитрий Иванович Менделеев.
Дядо му по бащина линия, Павел Максимович Соколов (1751 – 1808), е свещеник от Тверска губерния. Той има четирима синове, но само един от тях, Тимофей, съхранява фамилното име. Както е обичайно по това време сред духовенството, в края на семинарията останалите трима синове на П. М. Соколов получават различни фамилни имена: Александър – Тихомандритски (наречен на името на селото в което баща му е духовник), Василий – Покровски (от енорията, в която служи баща му) и бащата на Дмитрий Иванович, под формата на прякор получава името на съседните земевладелци – Менделеев.
Иван Павлович Менделеев завършва духовно училище през 1804 г. и постъпва във филологическия отдел на Главния педагогически институт (Санктпетербургския държавен университет) където се дипломира през 1807 г. През 1809 г. се жени за Мария Дмитриевна Корнилиева и работи като учител в Тоболск, Тамбов, Саратов и отново в Тоболск. През 1818 г. става директор на Тоболската гимназия. В същата година, в която се ражда Дмитрий Менделеев, баща му ослепява и се пенсионира по болест. По-късно той пътува до Москва и след операция на катаракта зрението му се възстановява, но не успява да се върне на работа и семейството трябва да преживява само от пенсията му. По тази причина те се преместват в близкото село Аремзянское, където живеещият в Москва брат на Мария Менделеева притежава стъкларска фабрика. Той ѝ поверява нейното ръководство и тя ръководи предприятието в продължение на години, издържайки семейството, напълно самостоятелно след смъртта на Иван Менделеев през 1847 година.
Майката, Мария Дмитриевна Менделеева, произлиза от виден род на сибирски търговци и се жени за Иван Менделеев през 1809 година, по време на първия му престой в Тоболск. Тази интелигентна и енергична жена изиграва специална роля в живота на семейството. Без никакво образование, тя преминава собствен гимназиален курс с братята си. Дмитрий Иванович си припомня: „Там, в една фабрика за стъкло, управлявана от майка ми, бяха първите ми впечатления от природата, от хората, от индустриалните дела.“ На 27 юни 1848 г. фабриката изгаря. Забелязвайки специалните способности на най-малкия син, тя успява да намери сили да напусне родния Сибир завинаги, оставяйки Тоболск за да даде възможност на Дмитрий да получи висше образование. През годината, когато синът ѝ завършва Тоболската гимназия, 1849 година, Мария Дмитриевна ликвидира всички дела в Сибир и отива в Москва с Дмитрий и дъщеря си Елизавета, за да запише младежа в университета. В Москва не го приемат и тримата са принудени да заминат за Санкт Петербург. Две години по-късно, няколко седмици след приемането на сина ѝ за студент в Главния педагогически институт в Санкт Петербург, тя почива.
Менделеев е възпитан като вярващ православен християнин, майка му го насърчава „търпеливо да търси божествената и научната истина“.

### Научна кариера

#### Учител и преподавател
През 1855 г. завършва със златен медал катедрата по природни науки на Главния педагогически институт в Санкт Петербург, Физико-математическия факултет, след което става учител по естествени науки в Симферополската мъжка гимназия. Следващата година преподава в Ришельовския лицей в Одеса. През 1856 година защитава дисертация на тема „Структура на силициевите съединения“, след което му е дадена степен „магистър по химия“ на 10 октомври. През 1857 г. е одобрен за приват-доцент на Имперския университет в Санктпетербургския университет в катедрата по химия. От 1857 до 1890 г. е преподавател в последния. От 1865 г. е професор по химична технология, от 1867 г. – професор по обща химия. Едновременно с това през периода 1863 – 1872 г. е професор в Санктпетербургския технологичен институт, оглавява химическата лаборатория на института, а през 1866 – 1872 г. преподава органична химия, едновременно преподава в Николаевската инженерна и училищна академия – в Института на инженерния отдел на съобщенията.

#### Хайделбергски период (1859 – 1861)
Получава разрешение за пътуване до Европа през януари 1859 г., но едва през април, след като завършва курс от лекции в университета и класове във 2-ри кадетен корпус и Михайловската артилерийска академия, успява да напусне Санкт Петербург.
Той има ясен план за изследване – теоретично разглеждане на тясната връзка на химичните и физичните свойства на веществата, основани на изследването на силите на сцепление на частиците, които трябва да служат на данните, получени експериментално в процеса на измерване при различни температури на повърхностното напрежение на течности – капилярност.
Месец по-късно, след като се запознава с възможностите на няколко научни центъра, Хайделбергският университет е предпочетен, където работят изтъкнати натуралисти: Роберт Бунзен, Густав Кирхоф, Херман фон Хелмхолц и др. Има сведения, че Менделеев се срещна също така с Уилард Гибс в Хайделберг. Оборудването на лабораторията на Р. Бунзен не позволява такива „деликатни експерименти като капиляри“ и Д. И. Менделеев формира самостоятелна изследователска база: той прекарва газ в нает апартамент, адаптира отделно помещение за синтез и пречистване на вещества, друго за наблюдение. В Бон, известният стъклар Г. Геслер му дава уроци, като прави около 20 термометъра и добри инструменти за определяне на специфичното тегло. Той поръчва специални катетометри и микроскопи от известните парижки механици Перо и Сулерон.
Работата му през този период е от голямо значение за разбирането на методите на мащабното теоретично обобщение, на което са подчинени добре подготвени и конструирани много фини изследвания. Това е теоретичен опит на „молекулярната механика“, чиито начални стойности се предполага са масата, обема и силата на взаимодействие на частиците (молекулите). Работните тетрадки на учения показват, че той последователно търси аналитичен израз, демонстрирайки връзката на състава на материята с тези три параметъра. Предположението на Д. И. Менделеев за функцията на повърхностното напрежение, свързано със структурата и състава на дадено вещество, предполага, че той предсказва „парахора“ (комплексно физико-химично свойство на веществото, свързващо повърхностното напрежение на течността с нейната плътност и тази на па̀рата), но данните от средата на XIX век не могат да послужат като основа за логическото заключение на това изследване и Д. И. Менделеев трябва да се откаже от теоретичното обобщение.
В Хайделберг Менделеев има афера с актрисата Агнес Фойхтман, на която впоследствие изпраща пари за детето, което се ражда, въпреки че не е сигурен в бащинството си.

#### Защитаване на дисертация и нови длъжности
През 1860 г. участва в първия Международен химически конгрес в Карлсруе. В края на февруари 1861 г. Менделеев получава предложение от издателството „Обществена полза“ да напише учебник по химия, през юни той издава последната корекция, а през октомври учебникът по „Органична химия“ е отпечатан и скоро е предложен за Демидовска награда. През 1865 г. на заседанието на Съвета на физико-математическия факултет на Санктпетербургския университет защитава докторската си дисертация „За съединението на алкохол с вода“. След това Менделеев получава професорско място в университета в катедрата по техническа химия, за което не е одобрен преди две години поради липса на съответно звание.
- 1866 г. – Менделеев редактира превода на книгата на френските автори Ш. Жерар и Г. Шансел „Аналитична химия“.

- 1876 г. – на 29 декември е избран за член-кореспондент Императорската Санкт-Петербургска академия на науките, през 1880 г. е номиниран за академик, но на 11 ноември е блокиран, което предизвиква остър обществен протест.

- Участва в разработването на технологии, стартирани през 1879 г., първата руска инсталация за производство на моторни масла в с. Константиновски в Ярославска губерния, която сега носи неговото име.

- 1880 г. – Дмитрий Иванович отново разглежда разтвори, публикува работата „Изследване на водни разтвори по специфично тегло“.
- 1880 – 1888 – участва активно в разработването на проект за създаването и изграждането на първия сибирски университет в Томск, за което многократно е съветвал професор В. М. Флорински, ръководител на строителния комитет на ТСУ. Той е планиран като първи ректор на този университет, но по редица семейни причини през 1888 г. не отива в Томск. Няколко години по-късно той активно подпомага създаването на Томския технологичен институт и развитието на химическата наука в него[11][12].

- През 1890 напуска Петербургския университет заради конфликт с министъра на образованието, който по време на студентските вълнения отказва да приеме от Менделеев студентската петиция. От 1892 г. става учен пазител в Главната палата за мерки и теглилки, която днес носи неговото име.

#### Последни години и смърт
През 1893 г. Менделеев работи в Химическия комбинат „П. Ушков“ (наречен по-късно на името на Й. Карпов; селище Бондюжки, сега Менделеевск), използвайки производствената база на завода за производство на бездимен барут (пироколодий). Впоследствие той отбеляза, че след като е посетил доста западноевропейски химически заводи, с гордост забелязва, че онова, което е създадено от руските деятели, не само не отстъпва, но и в много отношения може да надмине това, създадено от чуждите.
През 1899 г. оглавява Уралската експедиция, чието предназначение е стимулиране на индустриалното и икономическото развитие на региона.
През 1900 г. участва в световното изложение в Париж. Той пише първата голяма статия на руски език за синтетичните влакна „Вискоза на Парижката изложба“, където се отбелязва колко важно за Русия е развитието на тази индустрия.
През 1903 г. става първи председател на Държавната изпитна комисия на Киевския политехнически институт, в създаването на който ученият взима активно участие.
Менделеев е член на много академии на науката и научни общества. Един от основателите на Руското физико-химическо общество (1868 г. – химически и 1872 г. – физически) и третият му президент (от 1932 г. се преобразува в общосъюзно химическо общество, което след това е кръстено на него, сега – Руско химическо дружество Менделеев).
Той умира на 20 януари (2 февруари), 1907 г. в Санкт Петербург от пневмония, седмица преди 73-тия си рожден ден. Погребан е в „Литературните мостове“ на Волковското гробище.
Оставя повече от 1500 печатни научни труда, сред които класическата „Основи на химията“ (части 1 – 2, 1869 – 1871, 13-о издание, 1947), първото стройно изложение на неорганичната химия, учебници по органична химия и аналитична химия.
На него е кръстен 101-вият химичен елемент в периодичната таблица – Менделеевий.

### Личен живот
Дмитрий Иванович се жени два пъти. През 1862 г. сключва брак с Феозва Никитична Лещева, родом от Тоболск (доведена дъщеря на известния автор Петър Павлович Ершов). Съпругата му е по-възрастна от него с 6 години, но младолика. От този брак се раждат три деца: дъщеря Мария (1863) – починала в ранна детска възраст като бебе, син Владимир (1865 – 1898) и дъщеря Олга (1868 – 1950). В края на 1876 г. 42-годишният Дмитрий Менделеев се среща и се влюбва страстно в 16-годишната Анна Ивановна Попова (1860 – 1942), дъщеря на донски казак от Урюпинск и започва да я ухажва. През 1881 г. той предлага женитба и заплашва със самоубийство, ако тя откаже. Разводът му с Лещева е финализиран един месец след като се жени за Попова в началото на 1882 г. Дори и след развода Менделеев е технически бигамист. Руската православна църква изисква най-малко седем години преди законното повторно сключване на брак. Разводът му и противоречията около него допринасят за недопускането му до Руската академия на науките въпреки международната му известност. От този втори брак Д. И. Менделеев има четири деца: Любов (1881 – 1939), Иван (1883 – 1936) и близнаците Мария (1886 – 1952) и Василий (1886 – 1922). В началото на ХХІ век от потомците на Менделеев е жив само Александър Каменски, внукът на дъщеря му Мария. Той умира от последици на алкохолизъм, без да остави потомци.
По всяка вероятност Менделеев има японска внучка – неговият син Владимир при едно от плаванията си в Япония се сдобива с временна жена – Таки. В архивите са съхранени парични преводи, които Дмитрий Иванович Менделеев изпраща в Япония, вече след смъртта на сина му през 1898 г. Фотографията и писмото Анна Ивановна Менделеева предава на Б. Н. Ржонсницки. Предполага се, че двете са загинали в Голямото земетресение през 1923 г.
Дмитрий Менделеев е тъст на известния руски поет Александър Блок, който се жени за дъщеря му Любов.

## Научни открития и митове

### Периодичният закон и таблицата на Менделеев
Менделеев е автор на фундаментални изследвания по химия, физика, метрология, въздухоплаване, метеорология, селско стопанство, икономика и други. Най-голямото му откритие е периодичният закон за химичните елементи (1869). На основата на този закон той обобщава основните принципи на неорганичната химия, като създава Периодична система на елементите и пръв в историята на химията предсказва съществуването и свойствата на все още неоткрити дотогава елементи.
Някои енциклопедични публикации твърдят, че периодичният закон за химичните елементи е открит на 17 февруари 1869 г. (1 март 1869 г.), когато Менделеев завършва работата си върху „Опитът на система от елементи, базирана на атомното им тегло и химическо сходство“. Въпреки това, например Д. Н. Трифонов смята, че това откритие на Менделеев не може да се отнесе към определена дата.
На 6 март 1869 г. (18 март 1869 г.) е известната лекция на Д. И. Менделеев „Връзката на свойствата с атомното тегло на елементите“, прочетена от Н. А. Меншуткин на заседание на Руското химическо общество и скоро публикувано в списание „Руското физико-химическо общество“. През същата година това съобщение се появява на немски в списанието Zeitschrift für Chemie, а през 1872 г. Д. И. Менделеев публикува обширна публикация в списание Annalen der Chemie und Pharmacie, посветена на откритието му. В тази работа от август 1871 г. Менделеев дава формулировката на периодичния закон, който след това остава в сила повече от четиридесет години: „Свойствата на елементите, а следователно и свойствата на прости и сложни тела, образувани от тях, периодично зависят от тяхното атомно тегло.“
Някои учени в редица страни, особено в Германия, смятат Лотар Майер за съавтор на откритието. Съществената разлика между тези системи се състои в това, че таблицата на Майер е една от възможностите за класифициране на химичните елементи, известни до този момент; периодичността, разкрита от Д. И. Менделеев, е система, която дава разбиране за закономерността, която позволява да се определи мястото в нея на непознати по това време елементи, предсказвайки не само съществуването им, но и техните характеристики.
Развивайки идеите за периодичност през 1869 – 1871 г., Д. И. Менделеев въвежда концепцията за мястото на даден химичен елемент в периодичната система като съвкупност от неговите свойства в сравнение със свойствата на други елементи. На тази основа и в частност на резултатите от изучаването на последователността на промените в стъклообразуващи оксиди, той коригира стойностите на атомните маси на 9 елемента (берилий, индий, уран и др.). В статия от 29 ноември 1870 г. (11 декември 1870 г.), предсказва съществуването, изчислявайки атомните маси и описвайки свойствата на три елемента, които още не са открити по това време – галий („екаалуминий“), открит през 1875 г., скандий („екабор“), открит през 1879 г. и германий („екасилиций“), открит през 1885 г. Тогава той предсказва съществуването на още осем елемента, включително полоний (открит 1898 г.), астатин (открит 1942 – 1943 г.), технеций (открит през 1937 г.), рений (открит през 1925 г.) и франций (открит през 1939 г.).
През 1900 г. Дмитрий Иванович Менделеев и Уилям Рамзи заключават, че е необходимо в периодичната система да се включат елементи на специална нулева група благородни газове.

### Химия на силикатите
Менделеев е един от основателите на съвременната агрохимия – пропагандира и химизацията в селското стопанство. От 1860 г. до края на живота си се занимава с нефтената промишленост в Кавказ и други нефтени райони в Русия.
Първите произведения на Д. И. Менделеев през 1854 г. са химични анализи на силикати. Това са проучванията на „ортита от Финландия“ и „пироксен от Русикала във Финландия“, за анализа на минералната глинена скала има информация само в доклада на С. С. Куторги в Руското географско дружество. Към въпросите на аналитичната химия на силикатите Д. И. Менделеев се връща във връзка с магистърските изпити – писменият изпит се отнася до анализа на силикат, съдържащ литий. Този малък цикъл от работи служи за създаването на интерес на изследователя към изоморфизма: ученият сравнява състава на ортита със състава на други сходни минерали и заключава, че подобно сравнение позволява да се конструира изменящ се по химичен състав изоморфен ред.
През май 1856 г. Менделеев, връщайки се в Санкт Петербург от Одеса, подготвя дисертационна работа под обобщеното заглавие „Специфични томове“ – многостранно изследване, един вид трилогия, посветена на актуалните проблеми на химията от средата на XIX век. Големият обем на работата не позволява публикуването ѝ изцяло. Публикувана е само първата част, озаглавена както цялата дисертация, „Специфични томове“. От втората част е публикуван само фрагмент под формата на статия „За връзката на някои физични свойства на телата с химичните реакции“. Третата част по време на живота на Д. И. Менделеев не е напълно публикувана – в съкратен вид е представена през 1864 г. в четвъртия брой на Техническата енциклопедия, посветена на производството на стъкло. Чрез взаимовръзката на проблемите, обхванати в работата, Д. И. Менделеев последователно се приближава към формулирането и решаването на най-значимите проблеми в своята научна работа: намиране на закономерности при класифициране на елементите, изграждане на система, характеризираща съединенията чрез техния състав, структура и свойства, създаване на предпоставки за формиране на зряла теория на разтворите.
В първата част на тази работа с подробен критичен анализ на литературата, посветена на въпроса, той изразява оригиналната мисъл за връзката между молекулното тегло и обема на газообразните тела. Ученият извлича формула за изчисляване на молекулното тегло на газ, т.е. за първи път е дадена формулировката на закона Авогадро-Жерар. По-късно изтъкнатият руски физикохимик Е. Бирон пише: „Доколкото знам, Д. И. Менделеев е първият, който вярва, че вече можем да говорим за закона на Авогадро, тъй като хипотезата, във формата, в която законът за първи път е формулиран, е обоснована с експериментална проверка“.
Д. И. Менделеев търси неформална количествена закономерност в обема, и се опитва да установи връзка между количествените съотношения на обемите и съвкупността от качествени характеристики на дадено вещество. Така той стига до заключението, че обемът, подобно на кристалната форма, е критерий за сходството и разликата на елементите и съединенията, образувани от тях, и прави стъпка към създаването на система от елементи, директно показваща, че изследването на обемите може да послужи в полза на естествената класификация на минералите. От особен интерес е частта, наречена „За състава на силициевите съединения“. С изключителна задълбоченост, Д. И. Менделеев за пръв път представя своето виждане за природата на силикатите като съединения, подобни на сплави на оксидни системи.

### Учение за газовете
Менделеев установява общото уравнение за състоянието на газовете и коригира уравнението на Бойл-Мариот при прилагането му към реалните газове. Допринася за развитието на метрологията и усъвършенстване на метрологичните уреди, конструкцията на точни везни и теорията на теглилките. Тази тема в работата на Д. И. Менделеев е свързана преди всичко с търсенето на физическите причини за периодичността. Тъй като свойствата на елементите периодично зависят от атомните тегла, масите, изследователят мисли за възможността за осветяване на този проблем, за откриването на причините за силите на притегляне и за изучаване на свойствата на средата, която ги създава.
Концепцията за световния етер има голямо влияние върху възможното решение на този проблем през XIX век. Предполага се, че етерът, който изпълва междупланетното пространство, е средата, която предава светлина, топлина и гравитация. Изследването на силно разредените газове изглежда възможно средство за доказване на съществуването на споменатата субстанция, когато свойствата на „обикновеното“ вещество вече не може да скрие свойствата на „етера“.
Една от хипотезите на Д. И. Менделеев е, че специфичното състояние на въздушните газове при високо разреждане може да бъде етер или някакъв вид газ с много ниско тегло. Д. И. Менделеев в „Основи на химията“ 1871 г. пише: „По-лекият е етерът, милиони пъти“ и в работната книга от 1874 г. той още по-ясно изразява мисълта: „При нулево налягане въздухът има някаква плътност, това е етер!“. Въпреки това, сред публикациите му по това време не са изразени такива специфични съображения. В контекста на предположенията, свързани с поведението на силно разреден газ (инертен – „най-лекият химичен елемент“) в пространството, Д. И. Менделеев разчита на информация, получена от астронома А. А. Белополски.
При цялата хипотетична ориентация на първоначалните предпоставки на тези изследвания, основният и най-важен резултат в областта на физиката, получен от Д. И. Менделеев се оказва извличането на общото уравнението за състоянието на идеалния газ, съдържащо универсалната газова константа. Много важно, но донякъде преждевременно, е въвеждането на термодинамичната температурна скала, предложена от Д. И. Менделеев.
Ученият също избира правилната посока, за да опише свойствата на реалните газове. Използваните от него вириални разложения отговарят на първите приближения в сега известните уравнения за реални газове. В раздела, свързан с изследването на газове и течности, Д. И. Менделеев прави 54 произведения.

### Учение за разтворите
Създава също и химичната теория на водните разтвори, според която при разтваряне на дадено вещество във вода се извършва химично взаимодействие. През 1860 г. открива абсолютната температура на кипенето.
През целия си живот Д. И. Менделеев не отслабва интереса си към темата за разтворите. Най-значимите му изследвания в тази област датират от средата на 1860-те години, а най-важните – от 1880-те години. Въпреки това публикациите на учения показват, че и в други периоди на неговото научно творчество той не прекъсва изследванията на разтворите. Концепцията на Д. И. Менделеев еволюира от много противоречиви и несъвършени първоначални идеи за природата на това явление в тясна връзка с развитието на неговите идеи в други области, предимно с теорията на химичните съединения.
Менделеев показва, че правилното разбиране на разтворите е невъзможно без да се вземе предвид тяхната химия, връзката им с определени съединения и сложното химическо равновесие в тях. В тези три аспекта се заключава основното им значение. Самият Д. И. Менделеев обаче никога не нарича научните си предложения в областта на разтворите теория – не той, а неговите опоненти и последователи я наричат така.
Заслужава да се отбележи, че развивайки тази насока, ученият първо априори представя идеята за температурата, при която височината на менискуса ще бъде нула и през май 1860 г. провежда серия от експерименти. При определена температура, която експериментаторът нарича абсолютна точка на кипене, нагряваният в парафинова вана силициев хлорид (SiCl4) в затворен обем „изчезва“, преминавайки в пара. В статия, посветена на изследването, Д. И. Менделеев съобщава, че при абсолютната точка на кипене пълният преход на течност към пара се съпровожда с намаляване на повърхностното напрежение и топлината на изпарение до нула. Тази работа е първото голямо постижение на учения.
Важно е и това, че теорията на електролитните разтвори е придобила задоволително развитие единствено чрез възприемане на идеите на Менделеев, когато е възникнал синтеза на хипотезата за съществуването на йони в електролитните разтвори и Менделеевата теория на разтворите. На разтворите и хидратите са посветени 44 произведения.

### Въздухоплаване
Занимавайки се с въпросите на въздухоплаването, Д. И. Менделеев първо, продължава своите изследвания в областта на газовете и метеорологията, и второ, развива темите на своите творби, които влизат в контакт с темите на съпротивлението на средата и корабостроенето.
През 1875 г. той разработва проект на стратостат с обем от около 3600 m3 с херметична гондола, което предполага възможността за издигане в горната част на атмосфера (първият такъв полет до стратосферата е направен от Огюст Пикар едва през 1924 г.). Д. И. Менделеев проектира управляем аеростат с двигатели. През 1878 г. ученият, докато е във Франция, прави изкачване с привързания аеростат на Анри Жифар.
През лятото на 1887 г. Д. И. Менделеев прави известния си полет с въздушен балон. Това е възможно благодарение на помощта на Руското техническо дружество по въпросите на оборудването. Важна роля в подготовката на това събитие изиграват В. И. Срезневски и по-специално изобретателят и аеронавтът С. К. Джеветски.
Обстоятелствата при подготовката за полета отново говорят за Менделеев като блестящ експериментатор, той се интересува много от възможността за първи път да наблюдава слънчевата корона от балон по време на пълно слънчево затъмнение. Той предлага да се използва не светлинен газ, а водород, което позволява да се издигне до голяма височина и разширщва възможностите за наблюдение. И тук сътрудничеството с Д. А. Лачинов се оказва решаващо, тъй като почти по същото време последният работи над електролитен метод за получаване на водород. Ученият предполага, че изучаването на слънчевата корона ще осигури ключа за разбирането на въпросите, свързани с произхода на света.
Този полет привлича вниманието на широката общественост. Министерството на войната предоставя балон с обем от 700 m3. На 6 март Иля Репин пристига в Боблово, оттам заминават в Клин. На 7 август на площадката за пускане – пусто място в северозападната част на града, близо до Ямска слобода, въпреки ранния час се събират огромни тълпи от зрители. Пилотът-аеронавт А. М. Кованко трябва да лети с Д. И. Менделеев, но поради дъжда, който е паднал предишния ден, влажността е висока, балонът е мокър и не може да поеме двама души. По настояване на Д. И. Менделеев неговият спътник напусна балона, след като дава на учения уроци как да управлява балона. Менделеев лети сам.
Балонът не може да се издигне толкова високо, колкото е необходимо за условията на експеримента – слънцето е частично закрито от облаците. В дневника на изследователя първият запис е в 6:55 сутринта – 20 минути след излитането. По време на полета ученият отстранява неизправност на действието на главния клапан на балона, което показва добро познаване на практическата страна на аеронавтиката.
За този полет Международният комитет по аеронавтика в Париж награждава Менделеев с медала на Френската академия по аеростатична метеорология. Д. И. Менделеев проявява голям интерес към въздухоплавателните средства, по-тежки от въздуха, интересува се от един от първите самолети с витла. В основната монография на Д. И. Менделеев, посветена на въпросите за устойчивостта на околната среда, има раздел за аеронавтиката; като цяло по тази тема са написани 23 статии, съчетаващи в работата си посочената посока на изследване с развитието на научните изследвания в областта на метеорологията.

### Корабостроене и усвояване на крайния Север
Като следствие от изследванията на газове и течности, работите на Менделеев по съпротивление на средите и въздухоплаването намират приложение в корабостроенето и развитието на арктическото мореплаване.
Тази част от научната работа на Д. И. Менделеев в най-голяма степен се определя от сътрудничеството му с адмирал Степан Макаров – изследване на научната информация, получена от адмирала в океаноложки експедиции, съвместните им трудове, свързани със създаването на експериментален басейн за кораби, чиято идея е на Дмитрий Иванович. Той взима най-активно участие в този процес на всички етапи от неговото реализиране – от решението за проектиране, технически и организационни мерки до строителството и пряко свързаните тествания на модели. След като през 1894 г. басейнът е окончателно построен. Д. И. Менделеев ентусиазирано подкрепя усилията на Макаров да създаде голям арктически ледоразбивач.
Когато в края на 1870-те години Д. И. Менделеев изучава съпротивлението на средите, му се предлага да построи експериментален басейн за тестване на кораби, но едва през 1893 г., по искане на ръководителя на морското министерство Н. М. Чихачьов, той съставя бележка „За басейна за тестване на моделите на кораби“ и „Проект на разпоредба за басейна“, където разглежда перспективата за създаване на басейн като част от научно-техническа програма, която предлага не само решение на задачата за корабостроене на морски съдове с военно-технически и търговски профил, но също така дава възможност за научни изследвания.
В края на 1880-те – началото на 1890-те години показва голям интерес към резултатите от изследванията на плътността на морската вода, които са получени от С. О. Макаров в околосветското пътуване на корветата Витяз през 1887 – 1889 г. Тези ценни данни са високо оценени от Д. И. Менделеев, който ги включва в обобщената таблица на стойностите на плътността на водата при различни температури, която цитира в статията си „Промяната на плътността на водата при нагряване“.
Продължавайки сътрудничеството със С. О. Макаров, започнало с разработването на барут за военноморска артилерия, Д. И. Менделеев е включен в организирането на ледоразбивателна експедиция на Северния ледовит океан.
Идеята за тази експедиция, предложена от Макаров, намира съгласие у Д. И. Менделеев, който вижда в подобна инициатива реален начин за решаване на много важни икономически проблеми: свързването на Беринговия проток с други руски морета ще даде начало на развитието на Северния морски път, което прави районите на Сибир и Далечния север достъпни.
Инициативата е подкрепена от С. Ю. Вите и през есента на 1897 г. правителството решава да финансира изграждането на ледоразбивач. Д. И. Менделеев е включен в комисията, занимаваща се с въпроси, свързани с изграждането на ледоразбивач, няколко проекта от които е предложена от британската фирма. Първият в света арктически ледоразбивач, построен в корабостроителницата Армстронг Уитворт, получава името на легендарния завоевател на Сибир Ермак Тимофеевич – „Ермак“, а на 29 октомври 1898 г. стартира на река Тайн в Англия.
През 1898 г. Менделеев и Макаров се обръщат към Вите с меморандум „За изследването на Северния ледовит океан по време на тестовото плаване на ледоразбивача „Ермак“, който излага програмата за експедиция, планирана за лятото на 1899 г., за осъществяването на астрономически, магнитни, метеорологични, хидроложки, химически и биологични изследвания.
Моделът на строящия се ледоразбивач в морската корабостроителна база на морското министерство е подложен на тестове за определянето на скоростта и мощността на хидродинамичната оценка на винтовете и изследване на устойчивостта, съпротивлението на товарите, за да се смекчат ефектите, при което Менделеев внася ценно техническо усъвършенстване, за първи път приложено в новия кораб.
През 1901 – 1902 г. той създава проект за арктически експедиционен ледоразбивач. Ученият разработва „индустриален“ морски път през големи географски ширини, което предполага преминаването на кораби в близост до Северния полюс. Смъртта на С. О. Макаров през 1904 г. на борда на броненосеца „Петропавловск“ нанася тежък удар на работата.

### Метрология
| „               | Науката започва там, където започва измерването. Точната наука е немислима без мерки. | “ |
| Д. И. Менделеев |                                                                                       |   |

Менделеев е предшественик на съвременната метрология, по-специално – химическата метрология. Автор е на няколко творби на тази тема. Той създава точната теория на теглилките, предлага най-точните техники за претегляне.
През 1893 г. Д. И. Менделеев създава Главната палата за мерки и теглилки (сега Всерусийски научноизследователски институт по метрология Д. И. Менделеев).
На 8 октомври 1901 г. по инициатива на Дмитрий Иванович Менделеев в Харков е открита първата в Украйна тестова палата за проверка и калибриране на търговски мерки и теглилки. От това събитие произлиза не само историята на метрологията и стандартизацията в Украйна, но и повече от един век история на Института по метрология.

### Куфарите на Менделеев
Има различни легенди, басни и анекдоти, които разказват за „производството на куфари“, с което се твърди, Д. И. Менделеев става известен. Наистина той натрупва известен опит в книговезството и работата с картони работи по време на неволното си бездействие в Симферопол, когато по време на Кримската война и затварянето на гимназията, намиращ се в близост до военните действия, е принуден да се занимава с това. По-късно вече има огромен архив, който включва много документи, репродукции, снимки, направени от учения, печатни материали и образци от епистоларния жанр, периодично самозастоятелно лепи непретенциозни картонени контейнери. И в този бизнес той постига определено умение – дори и малка, но здрава картонена пейка, направена от него, е запазена.
Има един „достоверен“ анекдот, който вероятно довежда до всички останали по тази тема. Менделеев обикновено купува материали за обучението си от този вид в Гостиния двор. Един ден, когато ученият влиза в магазина с тази цел, той чува следния диалог зад гърба си: „Кой е този почтен господин?“ – „Не знаете ли? Това е известният майстор на куфари Менделеев“ – отговаря продавачът с уважение в гласа си.

### Митът за изобретението на водката
Много популярна е историята, че именно Менделеев е създал 40% стандартна водка през 1894 г., след като е назначен за директор на Бюрото за мерки и теглилки със задачата да формулира нови държавни стандарти за производството на водка. Тази история е използвана например в маркетинговите твърдения на руската водка: „През 1894 г. Дмитрий Менделеев, най-големият учен в цяла Русия, получава указ за определяне на Имперския стандарт за качеството на руската водка и на руския стандарт.“ или че водката е „съобразена с най-високото качество на руската водка, одобрена от кралската правителствена комисия, ръководена от Менделеев през 1894 г.“
Макар че е истина, че през 1892 г. Менделеев става ръководител на Палатата на мерките и теглилките в Санкт Петербург, и през следващата година той го превръща в правителствено бюро, тази организация никога не е участвала в определянето на каквито и да било производствени стандарти за качество, но издава стандартизация на руски език за търговските теглилки и средства за измерване. Освен това стандартът от 40% вече е въведен от руското правителство през 1843 г., когато Менделеев е на девет години.
Основата на цялата история е популярен мит, че докторската дисертация на Менделеев „За смесването на алкохол и вода“ от 1865 г. съдържа твърдение, че 38% е идеалната сила на водката и че по-късно е закръглена до 40% за опростяване на изчисляването на данъка върху алкохола. Дисертацията на Менделеев обаче засяга концентрациите на алкохол над 70% и той никога не е писал нищо за водка.

## Икономист и футуролог
Д. И. Менделеев е и изключителен икономист, който обосновава основните насоки на икономическото развитие на Русия. Цялата му дейност, независимо дали е абстрактна теоретична разработка или строго технологично изследване, задължително, по един или друг начин, има практическа реализация, което винаги означава, че се взиме предвид и доброто разбиране на икономическия смисъл.
От 1867 г. Менделеев е член на Комитета на обществото за насърчаване на руската индустрия и търговия – първата всерусийска асоциация на предприемачите.
Менделеев вижда бъдещето на руската индустрия в развитието на комуналния и артелския дух. По-конкретно той предлага да се реформира руската общност така, че да извършва селскостопанска работа през лятото, а през зимата – фабрично-заводска дейност в обща фабрика. В рамките на отделните заводи и фабрики е предложено да се разработи организация на труда на артели. Завод или фабрика във всяка общност е „нещо, което може да направи руските хора богати, трудолюбиви и образовани“.
Богатството и капиталът Менделеев разглежда като функция на труда. „Богатството и капиталът“, пише той за себе си, „е равносилно на работа, опит, пестеливост и равно морално начало, а не чисто икономическо“. Състояние без труд може да бъде нравствено само ако е наследено. Капиталът, според Менделеев, е само онази част от богатството, която е насочена към индустрията и производството, но не и от спекулации и препродажба. Говорейки срещу паразитния спекулативен капитал, ученият смята, че това може да бъде избегнато в условия на общност, сътрудничество, артели и кооперации.
Заедно със С. Ю. Вите участва в разработването на Митническата тарифа от 1891 г. в Русия.
Менделеев е горещ поддръжник на протекционизма и икономическата независимост на Русия. В творбите си „Писма за растения“, „Обяснителна тарифа…“ той застава на позицията за защита на руската индустрия от конкуренцията на западните страни, свързвайки развитието на руската индустрия с обща митническа политика. Ученият отбелязва несправедливостта на икономическия ред, който позволява на страните, ангажирани в преработката на суровини, да се възползват от плодовете на труда на работниците от страните, доставящи суровини.
В обръщението си към обществеността – „Обосновка на протекционизма“ (1897 г.) и в три писма до Николай II (1897, 1898, 1901 г. – писмено и изпратено по искане на С. Ю. Вите, който каза, че сам не може да го убеди) той представя някои от икономическите си възгледи.
Посочва целесъобразността на безпрепятственото включване на чуждестранните инвестиции в националната индустрия. Ученият разглежда капитала като „временна форма“, в която „някои аспекти на индустрията са се вляли в нашата епоха“. До известна степен, като много съвременници, той го идеализира, предполагайки функцията му на носител на прогреса. Според Д. И. Менделеев чуждестранните инвестиции трябва да се използват, за да се натрупат собствени руски, като временно средство за постигане на националните цели.
Освен това, ученият отбелязва необходимостта от национализация на няколко жизненоважни регулаторни икономически компоненти и необходимостта от създаване на образователна система като част от покровителствената политика на държавата.

## Уралска експедиция
Уралската експедиция е мащабно изследователско и инспекционно събитие, инициирано от Менделеев, с цел изучаване на металургичната и рудодобивна промишленост на Урал, прогноза за развитието на този край и препоръки за преодоляване на изостанолостта на промишлеността. Комисията по изучаване на кризисното състояние, под ръководството на Д. И. Менделеев, провежда експедицията в промишлените и минни центрове на Урал през лятото на 1899 година. В експедицията присъстват експерти от Санктпетербургския университет, Научно-техническата лаборатория на Морското министерство, Главната камара на мерките и теглилките, представители на Министерството на държавната собственост, Постоянната консултативна служба на железопътните линии и други институции
Дмитрий Иванович отдава особено значение на това събитие и подготвителните работи за експедицията. Ученият достатъчно дълго и внимателно се подготвя. На 10 март 1899 г. той написва меморандум за срещата в Министерството на финансите, насрочена за 18 март, посветена на реорганизацията на държавните минни предприятия в Урал. Менделеев предлага няколко препоръки по този въпрос. Сред основните мерки той посочва необходимостта от прехвърляне на такива държавни предприятия към военното и морското министерство, което е най-подходящо за интересите на отбраната на държавата. Що се отнася до останалите предприятия от този вид, държавните минни заводи, според Д. И. Менделеев, трябва постепенно да се прехвърлят в частни ръце като потенциал за конкуренция, увеличаване на производителността и намаляване на цените. В това послание ученият обръща внимание на една от причините, пречещи на развитието на Урал – големи бизнесмени, които се грижат за себе си. Начини за преодоляване на установения монопол той вижда в създаването много малки предприятия, които трябва да получат подкрепа за тяхното развитие. Д. И. Менделеев настоява да се ускори изграждането на мрежа от железници, което да допринесе за растежа на производството. Тези и други препоръки са направени много преди Уралската експедиция.

## Памет
В чест на приносите на Менделеев в областта на химията и физиката в Русия се учредява награда на негово име. В негова памет се провеждат конгреси по чиста и приложна химия от Руската академия на науките. В много градове в Русия и по света са издигнати негови паметници. На него са кръстени град Менделеевск в Татарстан, село Менделеево в Московска област, железопътна станция Менделеево и станция на метрото Менделеевска. Неговото име носят вулкан, кратер на Луната, ледник и астероид. Много заводи, институти, музеи и университети също са кръстени на него. Съществуват много маслени картини с неговия образ. През 1984 г, по случай 150-ата годишнина от неговото рождение е пусната юбилейна рубла. Неговото лице е на множество пощенски марки. Той също така е изобразен на пощенска марка в България през 1984 г.
- Пощенска марка СССР, 
 1934 година
- Пощенска марка СССР, 
 1951 година
- Пощенска марка СССР, 
 1957 година
- Пощенска марка СССР, 
 1969 година

## Цитирани източници
- Д. И. Менделеев. Художественный альбом. АН СССР.   Ленинград, Издательство ЛГУ, 1964. (на руски)
- Каменоградская, О. П. и др. Д. И. Менделеев. Библиографический указатель трудов.   Ленинград, 1969 – 1978. (на руски)
- Младенцев, М. Н. и др. Дмитрий Иванович Менделеев, его жизнь и деятельность.   Москва-Ленинград, 1938. (на руски)
- Летопись жизни и деятельности Д. И. Менделеева.   Ленинград, Наука, 1984. (на руски)
- Тищенко, В. Е. и др. Дмитрий Иванович Менделеев, его жизнь и деятельность. Университетский период 1861 – 1890 годы.   Москва, Наука, 1993. ISBN 5-02-001590-3. (на руски)
- Babaev, Eugene V. Dmitriy Mendeleev: A Short CV, and A Story of Life //  mendcomm.org.   mendcomm.org, 2009.  Архивиран от оригинала на 2017-08-25. Посетен на 3 април 2015. (на английски)
- Hiebert, Ray Eldon et al. Atomic Pioneers: From ancient Greece to the 19th century.   U.S. Atomic Energy Commission. Division of Technical Information, 1975. (на английски)